# 施林斯
施林斯是奥地利福拉尔贝格州费尔德基希县的一个市镇。总面积6.05平方公里，总人口2235人，人口密度369.4人/平方公里（2005年）。